# Xanthomelanopsis peruana
Xanthomelanopsis peruana är en tvåvingeart som först beskrevs av Townsend 1911.  Xanthomelanopsis peruana ingår i släktet Xanthomelanopsis och familjen parasitflugor.
Artens utbredningsområde är Peru. Inga underarter finns listade i Catalogue of Life.